# Hasle Station (Solørbanen)
|  | Ikke at forveksle med Hasle Station på Grorudbanen. |
Hasle Station (Hasle holdeplass) er en tidligere jernbanestation på Solørbanen, der ligger i Våler kommune i Norge. Mens den var i drift, lå den omtrent vis-à-vis med militærlejren Haslemoen leir
Stationen åbnede som trinbræt 25. april 1955. Oprindeligt hed den Svenneby, et navn der også havde været benyttet om en anden station halvanden kilometer længere mod syd, der blev nedlagt i 1943. Den nye station ændrede dog navn til Hasle allerede i november 1955. Betjeningen med persontrafikken blev indstillet 1. juni 1986 (eventuelt 1990) men blev genoptaget 2. juni 1991. Persontrafikken på hele banen ophørte 29. august 1994. Den tidligere station fremgår stadig af Bane Nors stationsoversigt, men i praksis er stort set alle spor af den i dag væk.